# 後藤靖
後藤 靖（ごとう やすし、1926年2月22日 - 1998年3月4日）は日本の経済学者、歴史学者。立命館大学経済学部名誉教授。専攻は近代経済史。日本資本主義の展開と近代天皇制国家の形成過程を研究。

## 経歴
- 佐賀県で出生。京都大学卒業。
- 1964年 - 立命館大学経済学部教授
- 1991年 - 京都橘女子大学文学部教授。

## 著書

### 単著
- 『自由民権運動』創元社,1958年
- 『自由民権運動の展開』有斐閣,1966年
- 『士族反乱の研究』青木書店,1967年
- 『自由民権―明治の革命と反革命』中央公論社,1972年
- 『天皇制と民衆』東京大学出版会,1976年
- 『天皇制形成期の民衆闘争』青木書店,1980年
- 『日本経済史―経済発展法則の検証』有斐閣,1977年
- 『日本資本主義発達史』有斐閣,1979年
- 『新経済学の基礎』有斐閣,1984年
- 『日本帝国主義の経済政策』柏書房,1991年

### 共著
- （塩沢君夫）『日本経済史―経済発展法則の検証』有斐閣,1978年
- （岩井忠熊）『天皇制と代替り』かもがわ出版,1989年